# Paola Falchi
Paola Falchi (Roma, 21 settembre 1940) è una cantante e attrice italiana eletta Miss Italia 1958.

## Biografia
Eletta Miss Italia nel 1958 a Stresa, e partecipante italiana a Miss Mondo nel 1959 a Londra, di bellezza prorompente, si dimostrò anche buona interprete nelle poche pellicole in cui apparve. Dotata di una voce calda ed armoniosa, nella prima metà degli anni sessanta preferì intraprendere la carriera di cantante, rimanendo sulla breccia per circa un altro decennio. Il suo più grande successo rimase comunque la canzone Bimba del 1959.
Si è ritirata dal mondo dello spettacolo nel 1971.

## Filmografia
- Ciao, ciao bambina! (Piove), regia di Sergio Grieco (1959)
- Sanremo - La grande sfida, regia di Piero Vivarelli (1960)
- La regina delle Amazzoni, regia di Vittorio Sala (1960)
- La dolce vita, regia di Federico Fellini (1960)
- Le ambiziose, regia di Antonio Amendola (1961)
- Le vergini di Roma, regia di Carlo Ludovico Bragaglia e Vittorio Cottafavi (1961)
- L'urlo dei Marines (Then There Were Three), regia di Alex Nicol (1961)
- L'avventura di un italiano in Cina, regia di Piero Pierotti e Hugo Fregonese (1962)
- Le vergini (Les Vierges), regia di Jean-Pierre Mocky (1963)